# Pfarrkirche Velden am Wörther See

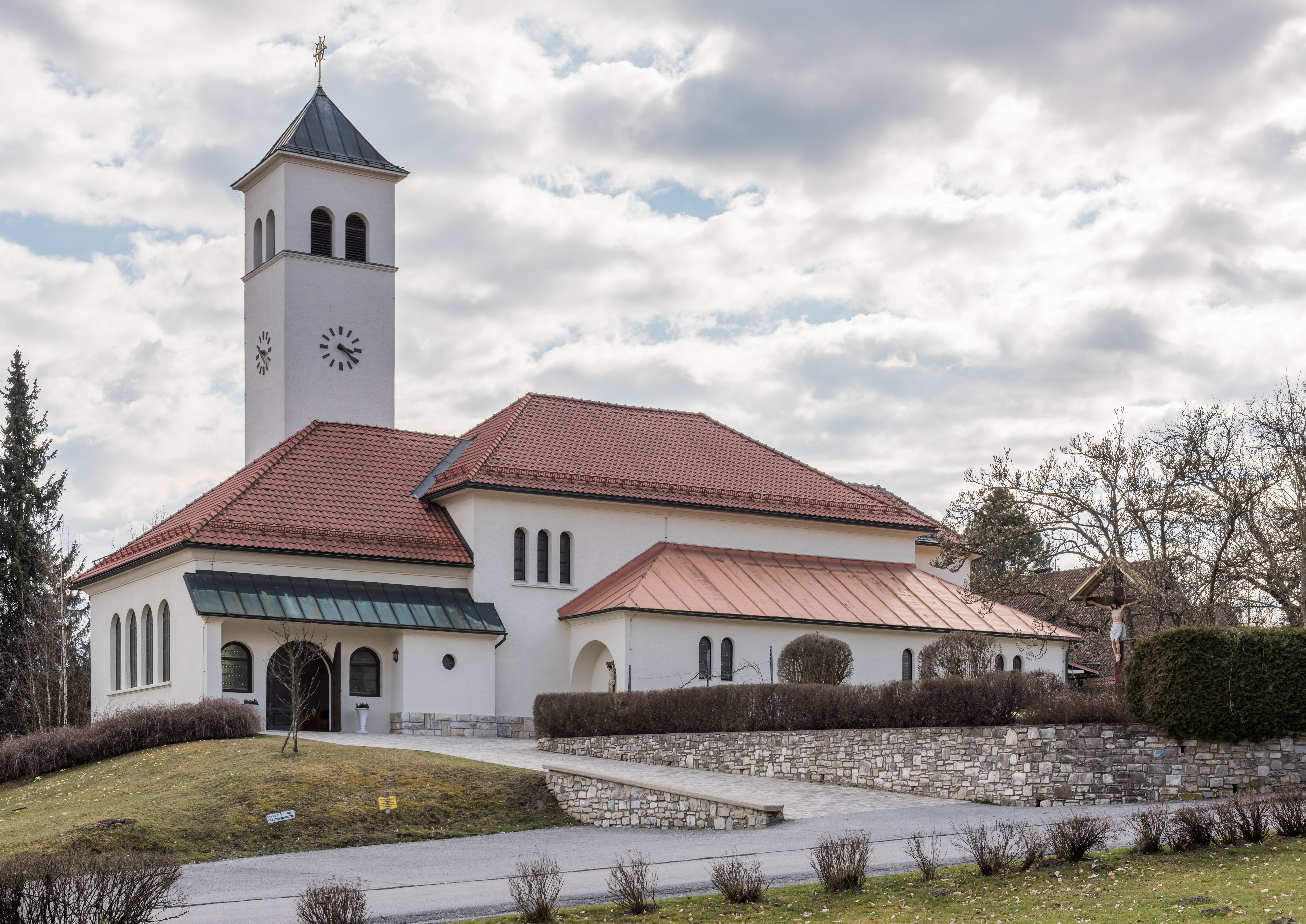
Katholische Pfarrkirche Unsere Liebe Frau in Velden am Wörther See

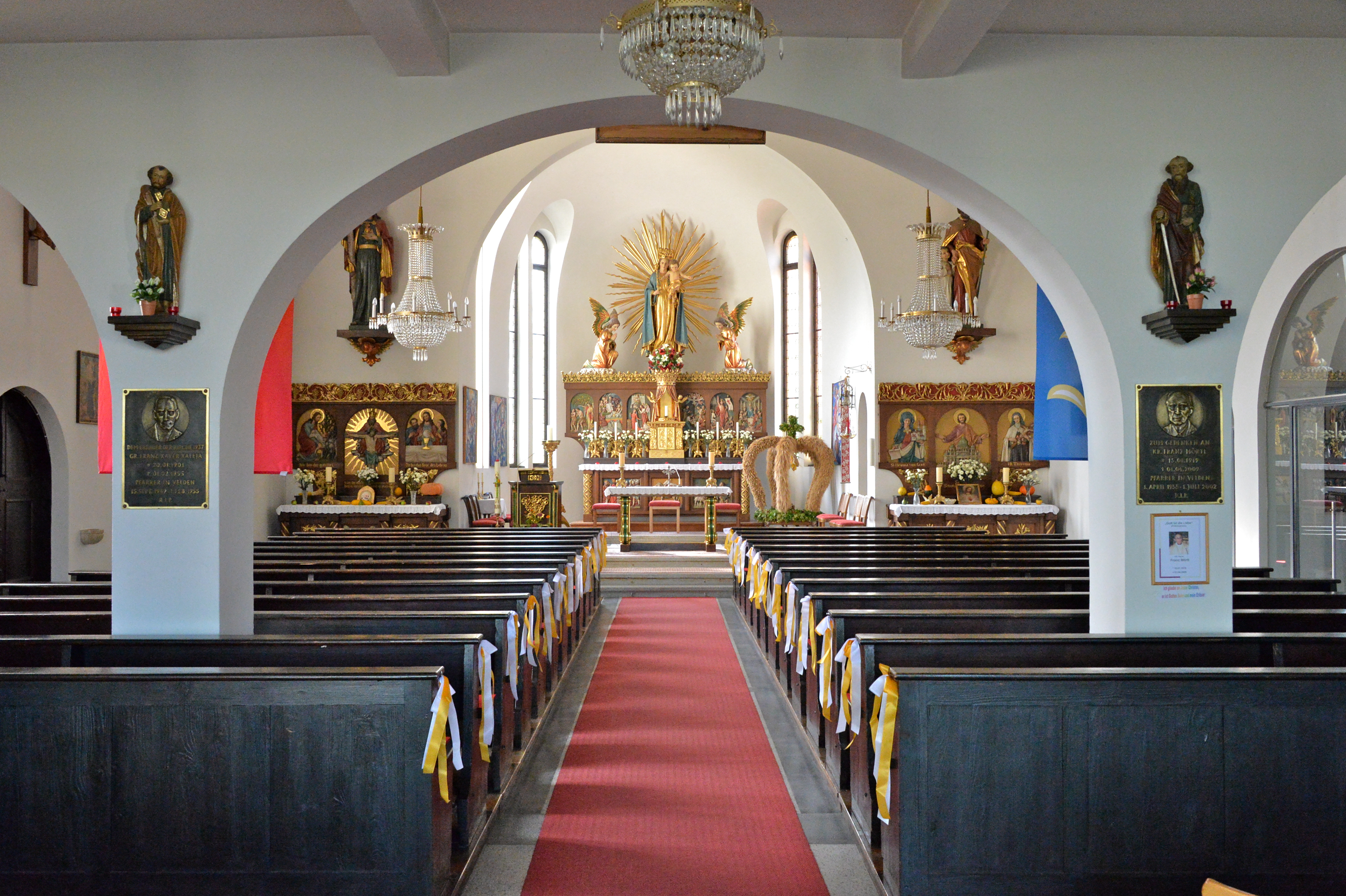
Langhaus, Blick zum Chor

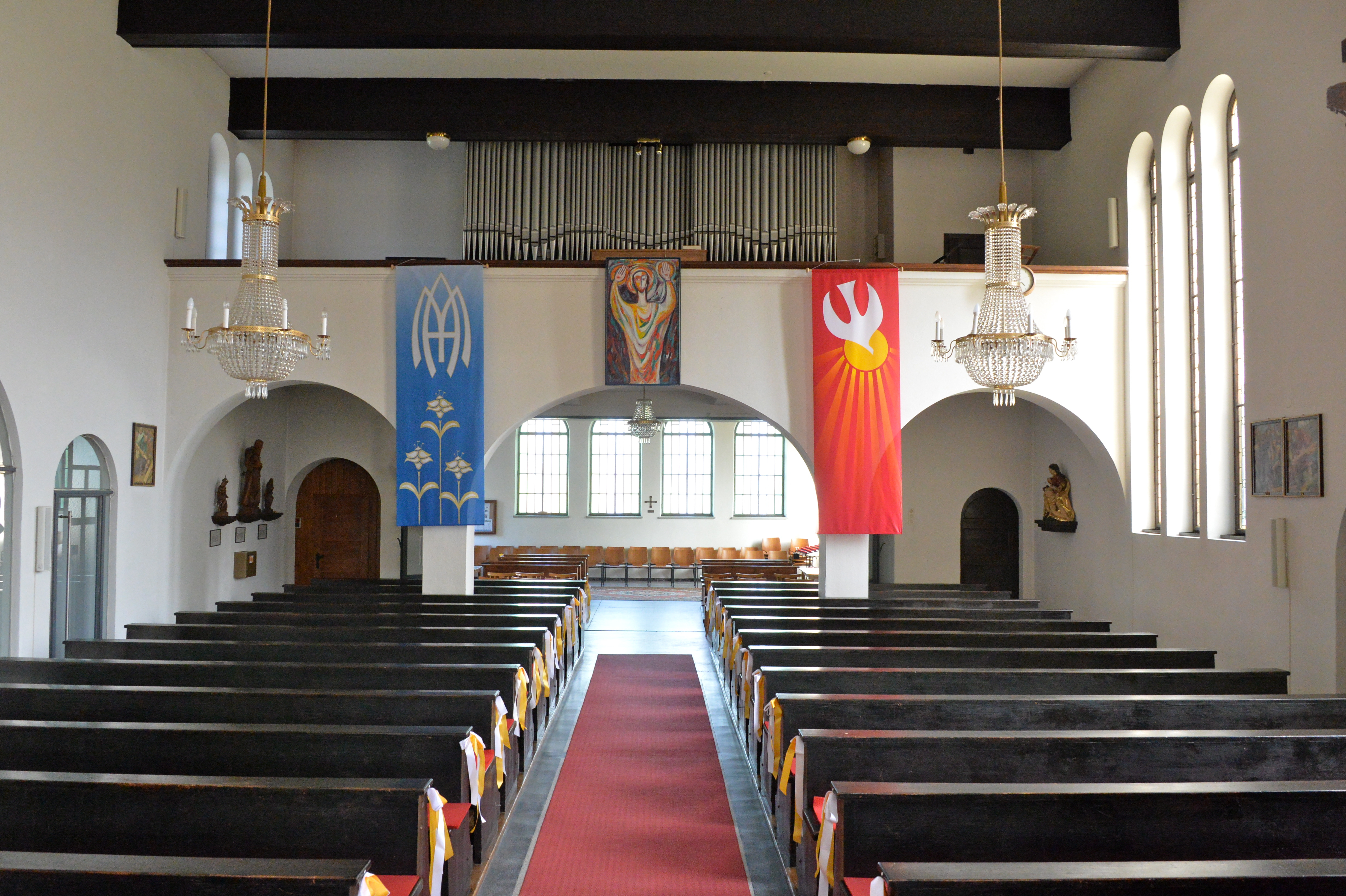
Langhaus, Blick zur Orgelempore

Die römisch-katholische Pfarrkirche Velden am Wörther See steht in erhöhter Lage am Westrand der Ortschaft in der Gemeinde Velden am Wörther See in Kärnten. Die dem Patrozinium Unsere Liebe Frau unterstellte Pfarrkirche gehört zum Dekanat Rosegg/Rožek in der Diözese Gurk. Die Kirche steht unter Denkmalschutz (Listeneintrag).

## Geschichte
Anfangs eine Filiale der Pfarre Kranzlhofen wurde 1949 die eigenständige Pfarre Velden gegründet. Die heutige Kirche wurde 1937 nach den Plänen des Architekten Franz Baumgartner im Stil der Wörthersee-Architektur errichtet. Die Vorhalle entstand 1962. 1988 erfolgte die Innenrestaurierung einschließlich Wiederherstellung der Farbigkeit von 1938.

## Architektur
Der nach Westen orientierte Kirchenbau hat ein nördliches Seitenschiff und einen Turm an der Südostecke des Langhauses.
Das Kircheninnere zeigt das Langhaus und Seitenschiff unter einer Flachdecke. An den halbkreisförmigen Triumphbogen schließt ein gewölbter Chor mit einem Halbkreisschluss an.

## Einrichtung
Der historistische Hochaltar und die zwei Seitenaltäre schuf 1942 der Bildhauer Andreas Crepaz. Der Hochaltar als Flügelaltar zeigt links eine Bildfolge zum Alten Testament und rechts drei Holzreliefs Weihnachten, Ostern und Pfingsten, der Unterbau zeigt das Holzrelief Opfer des Abel und Melchisedech. Der linke Seitenaltar zeigt Reliefs mit Szenen aus dem Leben Jesu, der rechte Seitenaltar die hl. Hemma mit dem Gurker Kirchenmodell und den hl. Petrus mit dem Modell des Petersdoms sowie die hl. Theresia.
An der linken Langhauswand befindet sich auf einer Konsole eine Pietà aus dem dritten Viertel des 17. Jahrhunderts aus der Vorgängerkirche.